# Theta Ursae Majoris
Theta Ursae Majoris ( (θ Ursae Majoris / θ UMa / 25 UMa) è un sistema stellare che si trova all'interno della costellazione dell'Orsa Maggiore. Visibile ad occhio nudo dalla Terra come una stella relativamente luminosa, si trova ad una distanza di 44 anni luce dal sistema solare.

## Osservazione
Si tratta di una stella situata nell'emisfero celeste boreale e quindi osservabile prevalentemente dall'emisfero nord della Terra, dove si presenta circumpolare anche da gran parte delle regioni temperate; dall'emisfero sud la sua visibilità è invece limitata alle regioni temperate settentrionali e alla fascia tropicale, più a nord della latitudine 39° S. Essendo di magnitudine 3,20, la si può osservare anche dai piccoli centri urbani senza difficoltà, sebbene un cielo non eccessivamente inquinato sia maggiormente indicato per la sua individuazione.
Il periodo migliore per la sua osservazione nel cielo serale ricade nei mesi compresi fra febbraio e giugno; nell'emisfero nord è visibile anche per un periodo maggiore, grazie alla declinazione boreale della stella, mentre nell'emisfero sud può essere osservata limitatamente durante i mesi dell'autunno australe.

## Caratteristiche fisiche
θ Ursae Majoris è un sistema triplo: A è una stella bianca di classe spettrale F6IV, appartenente al gruppo delle subgiganti, simile dunque a Procione, anche se Helmut A. Abt, nel 2009, classificò la stella di tipo F7V, dunque di sequenza principale.
La sua magnitudine apparente è 3,20, mentre quella assoluta è 2,37. Analisi spettroscopiche indicano che ha una compagna a solo un'U.A. che le ruote attorno in circa 371 giorni.
La componente B del sistema è invece una nana rossa di magnitudine 13,8, separata di 94 U.A. e con un periodo orbitale di 700 anni.